# 김승수 (1969년)
김승수(金承洙, 1969년 4월 29일~)는 대한민국의 정치인이다. 제38·39대 전주시장(2014. 7. 1.~2022. 6. 30.)을 지냈다.

## 학력
- 이리국민학교 졸업
- 원광중학교 졸업
- 이리고등학교 졸업
- 전북대학교 정치외교학 학사
- 전북대학교 대학원 정치학 석사

## 경력
- 2004년~2005년: 전주시장 비서실장
- 2006년~2007년: 전라북도지사 비서실장
- 2007년~2009년: 전라북도청 대외협력국장
- 2007년~2009년: 사)전라북도 자원봉사종합센터 이사
- 2007년~2016년: 전북대학교 초빙교수
- 2007년~: 참여자치전북시민연대 회원
- 2007년~: 전북환경운동연합 회원
- 2007년~: 사)전라북도 장애인미술협회 회원
- 2011년~2013년: 전라북도 정무부지사
- 2011년~2013년: 전북대학교 제34대 총동창회 부회장
- 2011년~2013년: 전북의제21추진협의회 공동대표
- 2011년~2013년: 전라북도 남북교류협력위원장
- 2011년~2013년: 전라북도 다문화가족지원협의체 위원장
- 2014년~2022년: 제38·39대 민선 6·7기 전라북도 전주시장(재선)
- 2014년~2022년: 전국혁신도시협의회 제7·8기 회장
- 2016년~2022년: 한국슬로시티 시장·군수협의회 회장
- 2017년~2022년: 전국대도시시장협의회 부회장
- 2017년~: 유네스코한국위원회 위원

## 가족
- 배우자: 유진영
  - 자녀: 2남 1녀

## 역대 선거 결과
|  | 48.84% |

|  | 64.21% |

## 같이 보기
- 전주시장
- 전북특별자치도 부지사